# Echinopsis lageniformis
Echinopsis lageniformis ist eine Pflanzenart aus der Gattung Echinopsis in der Familie der Kakteengewächse (Cactaceae). Das Artepitheton lageniformis leitet sich von den lateinischen Worten lagena für ‚Flasche‘ sowie formis für ‚geformt‘ ab und verweist auf die Form der Triebe.

## Beschreibung
Echinopsis lageniformis wächst baumförmig, ist etwas verzweigend und erreicht Wuchshöhen von bis zu 5 Metern. Die zylindrischen, hellgrünen, wenig glauken Triebe weisen Durchmesser von 10 bis 15 Zentimeter auf. Es sind vier bis acht stumpfe Rippen vorhanden, die breit gefurcht sind. Die auf ihnen befindlichen Areolen sind groß und stehen bis zu 2 Zentimeter voneinander entfernt. Die aus ihnen entspringenden zwei bis sechs gelblichen Dornen sind ungleich. Sie sind nadelig bis pfriemlich, an ihrer Basis nicht angeschwollen und bis zu 10 Zentimeter lang.
Die lang trichterförmigen, weißen Blüten öffnen sich in der Nacht. Sie sind bis zu 18 Zentimeter lang. Die kugelförmigen Früchte sind behaart und weisen eine Länge von 5 bis 6 Zentimeter auf.

## Inhaltsstoffe
Echinopsis lageniformis enthält Mescalin.

## Verbreitung, Systematik und Gefährdung
Echinopsis lageniformis ist in den bolivianischen Departamentos La Paz, Cochabamba und Chuquisaca sowie möglicherweise im benachbarten Peru in Höhenlagen von 1000 bis 3300 Metern verbreitet.
Die Erstbeschreibung als Cereus lagenaeformis durch Carl Friedrich Förster wurde 1861 veröffentlicht. Heimo Friedrich und Gordon Douglas Rowley stellten die Art 1974 in die Gattung Echinopsis. Weitere nomenklatorische Synonyme sind Cereus bridgesii var. lageniformis (C.F.Först.) K.Schum. (1897), Cereus bridgesii f. lageniformis (C.F.Först.) Schelle (1907) und Trichocereus bridgesii var. lageniformis (C.F.Först.) Borg (1937).
In der Roten Liste gefährdeter Arten der IUCN wird die Art als „Least Concern (LC)“, d. h. als nicht gefährdet geführt.

## Nachweise